# Funky Monks
Funky Monks é um documentário de 1992 (além de ser o nome de uma canção do Blood Sugar Sex Magik) sobre a banda de funk rock Red Hot Chili Peppers e a sua gravação para o seu bem sucedido álbum Blood Sugar Sex Magik. O álbum foi produzido por Rick Rubin e gravado na The Mansion. O documentário tem 1 hora de duração com filmagens em preto e branco da banda gravando muitas das faixas que fizeram o álbum, e faixas que foram lançados alguns anos mais tarde, como "Soul to Squeeze" e "Sikamikanico". Também apresenta entrevistas de cada membro da banda e de Rick Rubin. Funky Monks foi lançado em VHS e relançado em DVD em 2000.
Em 16 de julho de 2011, a NME colocou Funky Monks em 14º lugar de documentários de rock em uma  lista de  20.